# Ed Dundon
Edward Joseph " Dummy " Dundon (10 de julio de 1859 - 18 de agosto de 1893) fue un lanzador de béisbol profesional estadounidense.  Jugó para los Columbus Buckeyes durante dos temporadas y fue el primer jugador sordo en la historia de las Grandes Ligas de Béisbol . 

## Primeros años
Dundon nació en Columbus, Ohio , en 1859.  Era sordo, y desde la edad de nueve años, asistió al Instituto de Ohio para la Educación de Sordos y Mudos en Columbus.  Dundon estudió encuadernación de libros y continuó trabajando allí como encuadernador de libros después de graduarse.  También fue un lanzador para el equipo de béisbol de la escuela.

## Carrera profesional
Dundon se unió a Columbus Buckeyes de la Asociación Americana en 1883 y se convirtió en el primer hombre sordo en la historia de las Grandes Ligas.  Tuvo un récord de victorias y derrotas de 3–16, un promedio de carreras ganadas de 4.48 y 31 strikes .  La siguiente temporada, se fue de 6 a 4 con una efectividad de 3.78 y 37 strikes .
Dundon luego jugó para varios equipos de ligas menores.  En 1885, jugando para Atlanta de la Liga del Sur, se fue 21-11 con una efectividad de 1.30 y 210 strikes .  En 1887, ganó 20 juegos de nuevo con Syracuse de la Liga Internacional.  Dundon fue multado y suspendido varias veces durante este período por beber.  Se retiró del béisbol en 1890.

## Vida personal
En 1888, Dundon se casó con Mary Lizzie Woolley, una de sus compañeras de clase del Instituto de Ohio.  Tuvieron un hijo, Edwin Pius, en 1889.
Dundon murió de consumo en 1893.  Fue enterrado en el cementerio del Monte Calvario en Columbus.